# بضع الثقبة
بضع الثقبة عبارة عن عملية تعمل على تخفيف الضغط الواقع على الأعصاب المضغوطة بواسطة الثقبة الفقرية والممرات عن طريق عظام الشوكة الفقرية والتي تمر بالحزم العصبية إلى الجذع من النخاع الشوكي.
يتم إجراء عملية بضع الثقبة للتخفيف من أعراض ضغط الجذور العصبية في الحالات التي تكون فيها الثقبة مضغوطة بواسطة العظم أو الديسك أو النسيج الندبي أو الرباط المفرط النمائي والنتائج في العصب المصاب. وتتم الإجراءات غالبًا عن طريق جراحة بسيطة وذلك بإجراء شق صغير في الظهر، فتنقشر العضلة لتكشف ما تحت العظم ويتم شق هذا الثقب الصغير في الفقرة نفسها باستخدام المنظار فيكون الثقب واضح وأيضًا العظم أو الديسك المرتطم.
قد يوصف بضع الثقبة الذي يزيل مقدار كبير من العظم أو الأجزاء الآخرى باسم
( foraminectomy).